# Distrito electoral de Strahan (condado de Wayne, Nebraska)
Strahan Precinct es una subdivisión territorial (equivalente a un township) del condado de Wayne, Nebraska, Estados Unidos. Según el censo de 2020, tiene una población de 2836 habitantes.
El estado de Nebraska está dividido en 93 condados. De ese total, 25 condados se dividen en townships y 63 se dividen en precintos (precincts), subdivisiones idénticas a los townships pero donde no existe Gobierno municipal. Cuatro condados no tienen municipios ni precintos.
Los datos de los precintos son mantenidos por la Oficina del Censo en coordinación con los Gobiernos de los condados y del estado a efectos exclusivamente estadísticos.
Es incorrecto en este caso, por lo tanto, traducir precinct como distrito electoral.

## Geografía
La subdivisión está ubicada en las coordenadas 42°13′15″N 97°4′35″O / 42.22083, -97.07639. Según la Oficina del Censo, tiene una superficie de 93.37 km², correspondientes en su totalidad a tierra firme.

## Demografía
Según el censo de 2020, hay 2836 personas residiendo en la zona. La densidad de población es de 30.37 hab./km². El 87.59% de los habitantes son blancos, el 1.41% son afroamericanos, el 0.32% son amerindios, el 0.35% son asiáticos, el 0.07% son isleños del Pacífico, el 4.90% son de otras razas y el 5.36% son de una mezcla de razas. Del total de la población, el 9.24% son hispanos o latinos de cualquier raza.